# Sächsische Biografie
La Sächsische Biografie  (également SäBi en abrégé) est un lexique personnel sur l'histoire de la Saxe, créé en 1999 et constamment enrichi. Le projet est supervisé par l'Institut d’histoire et de folklore saxons (de) (ISGV) de Dresde et propose des biographies et de courtes biographies de personnages importants de l'histoire saxonne. Des personnages historiques jusque-là peu remarqués feront également l'objet d'un traitement en profondeur, le projet définissant des critères de pertinence ainsi que des limites temporelles et spatiales. Sont incluses les personnalités décédées qui ont travaillé en et pour la Saxe pendant une période plus ou moins longue. Martina Schattkowsky en est la directrice scientifique du début jusqu'en 2019 et Joachim Schneider dirige le projet depuis mars 2019.

## Contenu
La Sächsische Biografie est conçue comme un projet à long terme, dont la rédaction est assurée par plusieurs membres du personnel académique et des étudiants de l'ISGV. Les courtes biographies sont rédigées par des historiens confirmés ainsi que par des historiens jeunes et amateurs ainsi que par des étudiants. Les entrées sont mises à disposition gratuitement sur le World Wide Web depuis juin 2005 et depuis mai 2012, elles sont également consultables sur le portail biographique européen..
Jusqu'à présent, les données vitales de près de 13 000 personnes sont enregistrées et il existe une biographie pour environ 1 800 d'entre elles. L'inventaire est continuellement élargi. Les articles personnels sont dotés de numéros GND et sont liés à d'autres œuvres via ceux-ci. Contrairement à la présence en ligne commune ADB et NDB proposée par la Bibliothèque d'État de Bavière, la Sächsische Biografie utilise le format de balise GND pour créer des liens non seulement vers ces bases de données académiques centrales, mais également vers des articles Wikipédia.